# Dry Blackthorn Cup
Der Dry Blackthorn Cup 1977 war ein einmalig ausgetragenes Snooker-Einladungsturnier der Saison 1977/78. Es wurde am 21. Dezember 1977 im Wembley Conference Centre im englischen London ausgetragen. Sieger wurde der Ire Patsy Fagan, der im Finale den Nordiren Alex Higgins mit 4:2 besiegte. Das höchste Break des Turnieres spielte der Waliser Ray Reardon mit einem 77er-Break.

## Preisgeld
Namensgebender Sponsor des Turnieres war Dry Blackthorn. Das insgesamt ausgeschüttete Preisgeld betrug 4.000 Pfund Sterling, wovon die Hälfte auf den Sieger entfiel.
|              | Preisgeld |
| ------------ | --------- |
| Sieger       | 2.000 £   |
| Finalist     | 1.000 £   |
| Halbfinalist | 500 £     |
| Insgesamt    | 4.000 £   |

## Turnierverlauf
Zum Turnier, das die Erfindung des Boxpromoters Mike Barrett war und als erstes Snookerturnier im Wembley Conference Centre ausgetragen wurde, wurden mit Alex Higgins, Ray Reardon und John Spencer drei der führenden Spieler dieser Zeit eingeladen. Das Teilnehmerfeld wurde vom Iren Patsy Fagan komplettiert, der zuvor die Erstausgabe der UK Championship gewonnen hatte. Alle Spiele wurden im Modus Best of 7 Frames ausgetragen, sodass es zufälligerweise dazu kam, dass alle Spiele mit einem 4:2 endeten.
Das Turnier wurde nur ein einziges Mal ausgetragen und im folgenden Jahr mit dem Champion of Champions ersetzt.

|  | Halbfinale Best of 7 Frames | Halbfinale Best of 7 Frames |             |              | Finale Best of 7 Frames | Finale Best of 7 Frames |
|  |                             |                             |             |              |                         |                         |
|  |                             |                             |             |              |                         |                         |
|  | Patsy Fagan                 | 4                           |             |              |                         |                         |
|  | John Spencer                | 2                           |             |              |                         |                         |
|  |                             |                             | Patsy Fagan | 4            |                         |                         |
|  |                             |                             |             | Alex Higgins | 2                       |                         |
|  | Alex Higgins                | 4                           |             |              |                         |                         |
|  | Ray Reardon                 | 2                           |             |              |                         |                         |
|  |                             |                             |             |              |                         |                         |

### Finale
Im Endspiel trafen mit Patsy Fagan und Alex Higgins in Zeiten des Nordirlandkonflikts ein Ire und ein Nordire aufeinander. Beide hatten ihre Halbfinalspiele mit 4:2 gewonnen und nach einer anfänglichen Führung von Higgins ging Fagan mit 2:1 in Führung, bevor Higgins ausglich. Jedoch gewann Fagan die beiden folgenden Frames und somit das Spiel und das Turnier mit 4:2.
| Finale: Best of 7 Frames Wembley Conference Centre, London, England, 21. Dezember 1977 |                |              |
| Patsy Fagan                                                                            | 4:2            | Alex Higgins |
| 37:60, 71:42 (52), 123:1 (62, 54), 40:63, 68:29, 87:39                                 |                |              |
| 62                                                                                     | Höchstes Break | –            |
| –                                                                                      | Century-Breaks | –            |
| 3                                                                                      | 50+-Breaks     | –            |